# Altetopfstraße 14
La maison située au Altetopfstraße 14 est un monument historique de la ville de Quedlinbourg, dans le Land de Saxe-Anhalt, en Allemagne.

## Situation
La maison se situe au sud de la vieille ville de Quedlinbourg. Elle est bordée à l'ouest par l'auberge « Am Münzenberg » et à l'est par la maison du Altetopfstraße 15. À l'angle sud-ouest de la maison, la Altetopfstraße retrouve sa largeur normale jusqu'au croisement de la Wipertistraße.
La maison du fait partie des monuments historiques de la ville de Quedlinbourg et appartient au patrimoine mondial de l'UNESCO.

## Architecture et histoire
Cette maison à colombages à deux étages est construite vers 1680.
L'allège avancée de l'étage supérieur est affublée de croix de saint André. La façade à colombages possède aussi des noues de bateau (de) et de têtes de poutre pyramidales (de) typiques du pays de Quedlinbourg et du Nord de l'Allemagne. La poutre inférieure de l'étage supérieur est profilée.